# Suveränitetslagen
Suveränitetslagen (danska: Enevoldsarveregeringsakten eller Suverænitetsakten) var Danmark-Norges konstitution från 1661, som legaliserade ärftlig monarki och absolut monarki (envälde). Den undertecknades av representanter för ständerna, dvs. prästeståndet, adelsståndet och tredje ståndet som i Danmark enbart var borgarna men i Norge ingick även bönderna.
Författningsändringen blev år 1665 ytterligare formaliserat i Kongeloven.